# Метрополитен Буэнос-Айреса
Метрополите́н Буэ́нос-А́йреса (исп. Subterráneo de Buenos Aires) — система линий скоростного внеуличного транспорта Буэнос-Айреса. Имеет местное наименование «Subte» (испанское произношение: [ˈsubte], от subterráneo — 'метро' или 'подземка'). Метрополитен в составе одной линии «Площадь Мая» — «Пласа Мисерере» с 9 станциями открылся 1 декабря 1913, став тринадцатым в мире и первым в Южной Америке, южном полушарии и испаноязычных странах (Мадридский метрополитен откроется пятью годами позже, в 1919 году). Буэнос-Айрес — это единственный аргентинский город с системой метрополитена, но существует предложение построить метро в Кордове. В то же время, в Росарио от метро отказались в пользу трамвайной сети.
В метро Буэнос-Айреса находится более 400 произведений искусства (фрески, мозаики, скульптуры). Некоторые станции признаны памятниками культуры.

## История

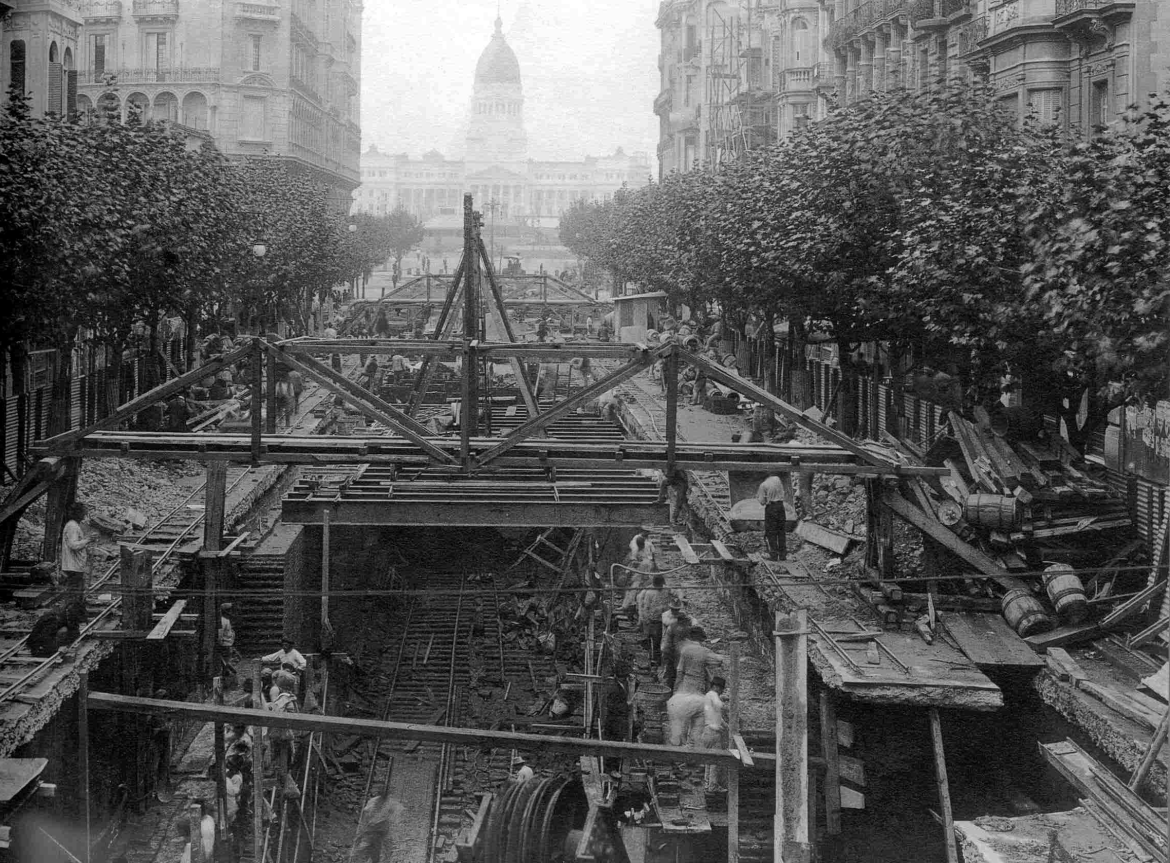
Сооружение метро (1912)

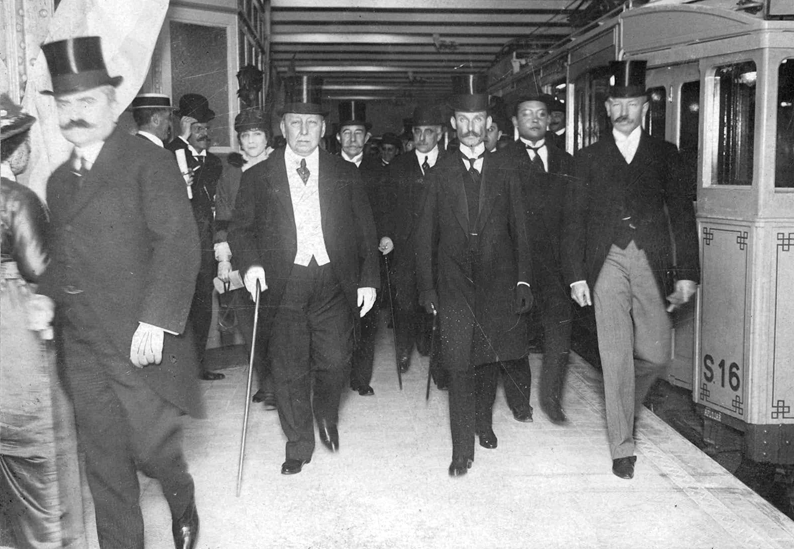
Викторино де ла Пласа на открытии метро

Обсуждение сооружения системы подземного транспорта в Буэнос-Айресе началось в конце XIX века, поскольку трамваи, функционировавшие в городе с 1870 года, были перегружены.
В 1909 году городской совет Буэнос-Айреса подписал контракт с Англо-Аргентинской трамвайной компанией (CTAA) на сооружение и эксплуатацию в течение 80 лет трёх линий метрополитена:
- от Майской площади до здания Первой хунты (ныне линия А)
- от Конститусьон до Ретиро (ныне линия С)
- от Майской площади до Палермо (ныне линия D)

Компания построила лишь одну линию. Первая линия метро, которая проходила от Майской площади до площади Мисерере, была открыта 1 декабря 1913 года. 1 апреля 1914 линия была достроена до станции Рио-де-Жанейро, а 1 июля — до здания Первой хунты.
В 1912 году компания Lacroze Hermanos получила право на сооружение второй линии метро, которая сейчас называется линия B. Линия была открыта 17 октября 1930 года.
В 1933 году Испано-аргентинская компания общественных работ и финансов (CHADOPyF) начала строительство остальных линий метрополитена.
С 1939 года метрополитен был в ведении Транспортной корпорации города Буэнос-Айреса, с 1952 года — Главной администрации транспорта Буэнос-Айреса, с 1963 года — учреждения «Метрополитен Буэнос-Айреса».
В 1994 году по решению тогдашнего президента Карлоса Сауля Менема метрополитен был отдан в концессию фирме Metrovías SA.

## Режим работы
С 1913 года метрополитен Буэнос-Айреса работал до часу ночи с интервалами между поездами в 4 минуты. Этот режим работы сохранялся до 1994 года, когда метро было приватизировано. Новый владелец, компания Metrovias, изменил часы работы, аргументируя это тем, что ему необходимо время для модернизации линий. Однако после завершения модернизации бывший график работы метрополитена так и не вернули, и сейчас метро закрывается в 22.30-23.00 (в пятницу и субботу — в 23.00-23.30) и открывается в пять утра.

## Линии метрополитена
Метрополитен Буэнос-Айреса состоит из 6 линий, обозначаемых латинскими буквами и разными цветами. Общая длина всех линий — 56,9 км. Вся сеть является полностью подземной. В настоящее время строятся несколько станций на линии H. На дальнюю перспективу проектируются три новых линии. Вместе с ними длина путей метрополитена составит около 90 км, количество станций достигнет 135.
| Лого  | Линия   | Открытие | Последнее продление | Сегодня                                 | Длина, км | Станций | Пассажиропоток тыс. в день (2018 год) |
| ----- | ------- | -------- | ------------------- | --------------------------------------- | --------- | ------- | ------------------------------------- |
|       | Линия A | 1913     | 2013                | Площадь Мая — Сан Педрито               | 9,8       | 18      | 258                                   |
|       | Линия B | 1930     | 2013                | Леандро Н. Алем — Хуан Мануэль де Росас | 11,9      | 17      | 361                                   |
|       | Линия C | 1934     | 1936                | Конститусьон — Ретиро                   | 4,5       | 9       | 208                                   |
|       | Линия D | 1937     | 2000                | Катедраль — Конгресо де Тукуман         | 10,4      | 16      | 328                                   |
|       | Линия E | 1944     | 2019                | Ретиро — Пласа де лос Виррейес          | 12        | 18      | 94                                    |
|       | Линия H | 2007     | 2018                | Факультад де Деречо — Оспиталес         | 8,8       | 12      | 128                                   |
| Всего | Всего   | Всего    | Всего               | Всего                                   | 57,4      | 90      | 1377                                  |

| Лого | Линия   | Первый участок                 | Длина, км | Станций |
| ---- | ------- | ------------------------------ | --------- | ------- |
|      | Линия F | Конститусьон — Площадь Италии  | 8,6       | 13      |
|      | Линия G | Ретиро — Доблестный Сид        | 7,3       | 11      |
|      | Линия I | Площадь Италии — Парк Чакабуко | 6,6       | 10      |

### История метрополитена в схемах

Сеть метрополитена в 1955 году
Метро в 1966 году, завершение линии E
Метро в 1987 году
Метро в 2003-2007 годах, достроена линия B
Метро в 2008 году, открыта линия H
Метро в 2010 году, линия H достроена
План развития метро с продолжением линий A, B, H и E
Долгосрочный план развития метро

## Станции
В метрополитене Буэнос-Айреса насчитывается 90 станций на 6 линиях:
| Линия A - Площадь Мая - Перу - Пьедра - Лима - Саэнс Пенья - Конгресо - Паско - Альберти - Пласа Мисерере - Лория - Кастро Баррос - Рио-де-Жанейро - Акойт - Примера Хунта - Пуан - Карабобо - Сан-Хосе де Флорес - Сан-Педрито | Линия B - Леандро Н. Алем - Флорида - Карлос Пельегрини - Уругуай - Кальяо - Пастеур - Пуэйрредон - Карлос Гардель - Медрано - Анхель Гальярдо - Малабия — Освальдо Пульезе - Доррего - Федерико Лакросе - Тронадор — Вилья-Ортусар - Лос-Инкас — Парке-Час - Эчеверрия - Хуан Мануэль де Росас | Линия C - Ретиро - Хенераль Сан-Мартин - Лавалье - Диагональ Норте - Авенида де Майо - Морено - Индепенденсия - Сан-Хуан - Конститусьон | Линия D - Катедраль - 9 июля - Трибуналес - Кальяо - Факультет медицины - Пуэйрредон - Агуэро - Бульнес - Скалабрини Ортис - Площадь Италия - Палермо - Министро Карранса - Ольерос - Хосе Эрнандес - Хураменто - Конгресо де Тукуман | Линия E - Ретиро - Каталинас - Коррео Сентраль - Боливар - Бельграно - Индепенденсия - Сан-Хосе - Энтре-Риос - Пичинча - Хухуй - Хенераль Уркиса - Боэдо - Авенида Ла-Плата - Хосе Мария Морено - Эмилио Митре - Медалья Милагроса - Варела - Пласа де лос Виррейес | Линия H - Факультад де Деречо - Лас Эрас - Санта Фе - Кордоба - Корриэнтес - Онсе — 30 Декабря - Венесуэла - Умберто I - Инклан - Касерос - Парке-Патрисьос - Оспиталес |

|  |  |  |  |

|  |  |  |

## Пересадки

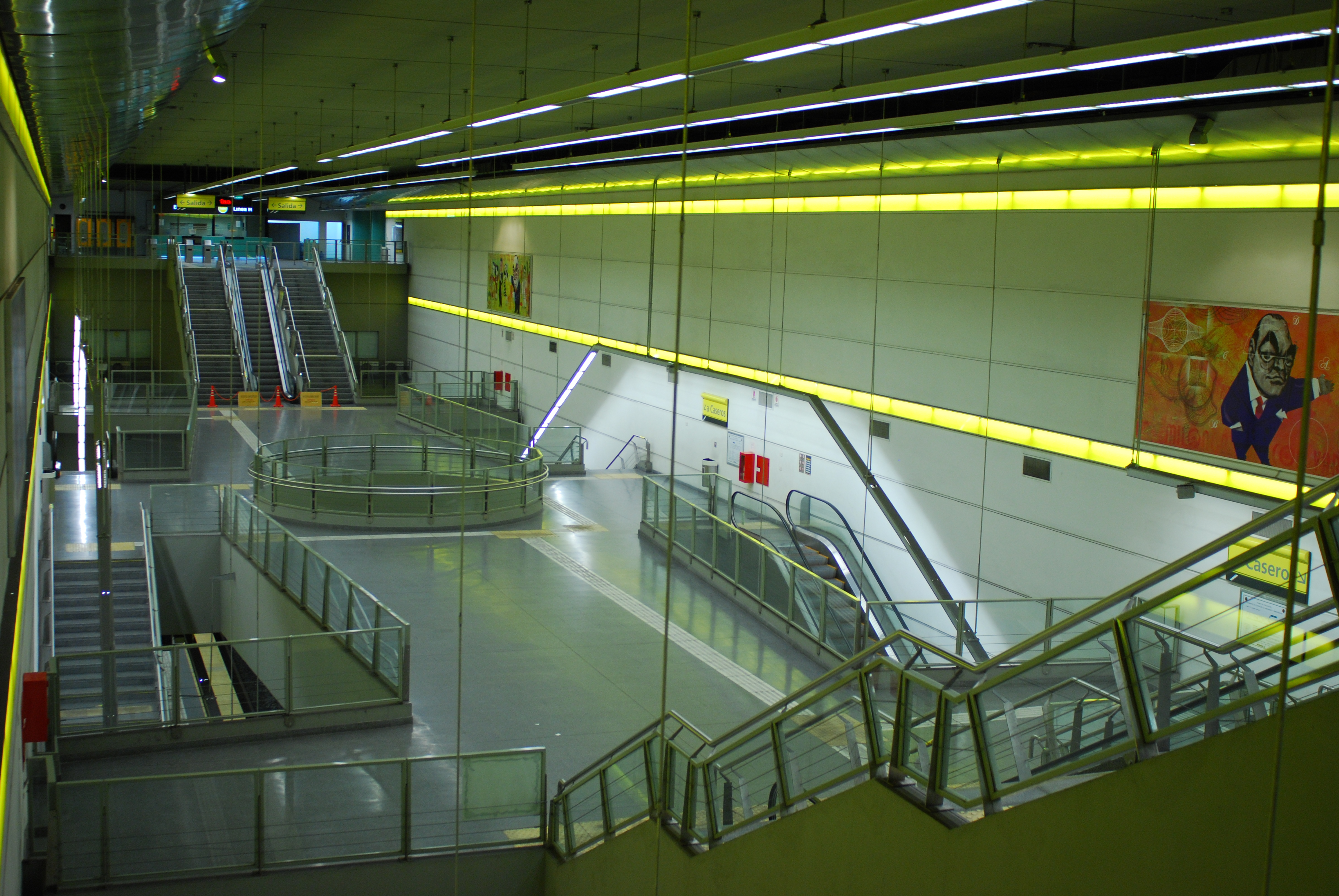
Станция Умберто І

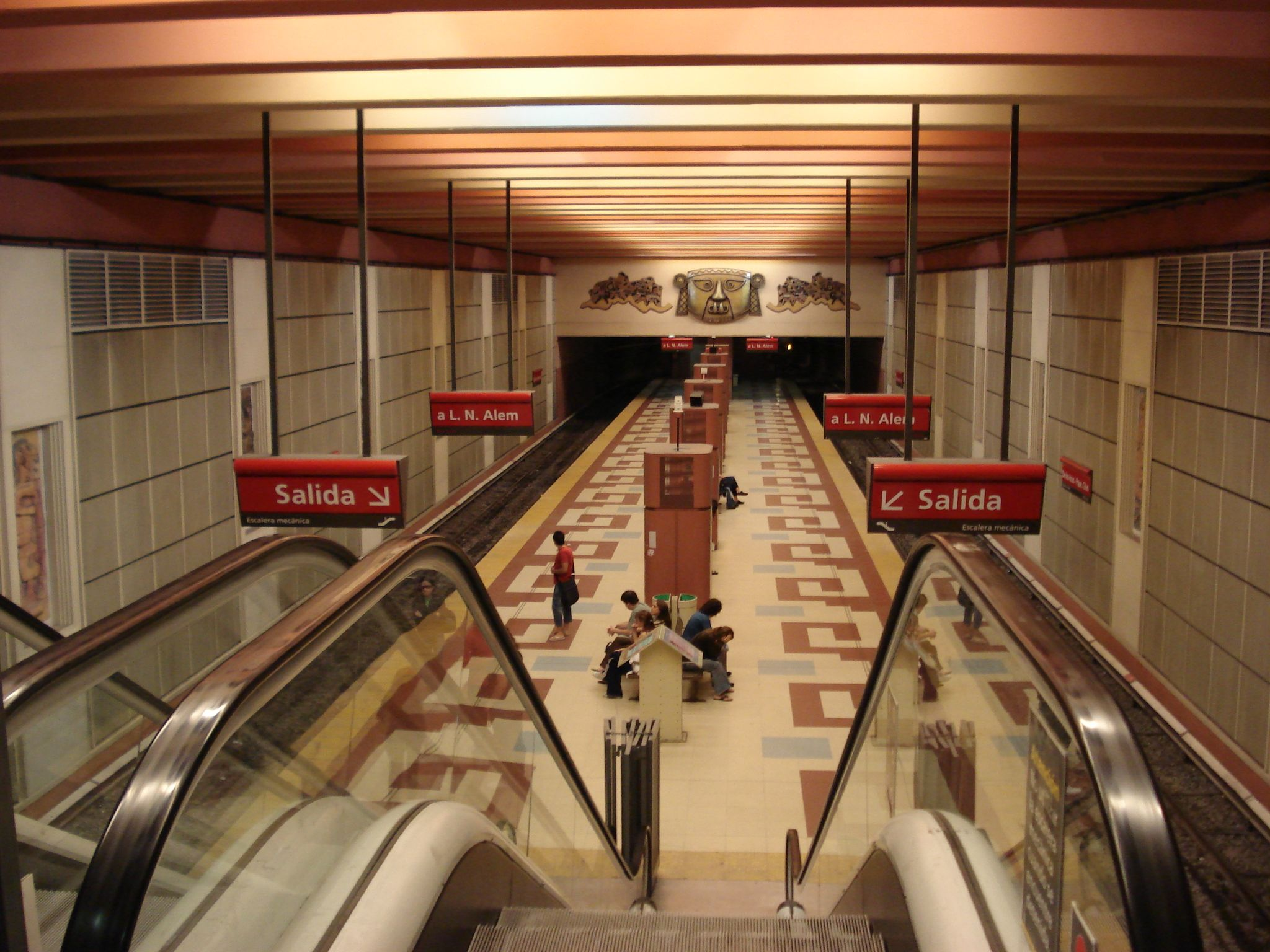
Станция Лос Инкас

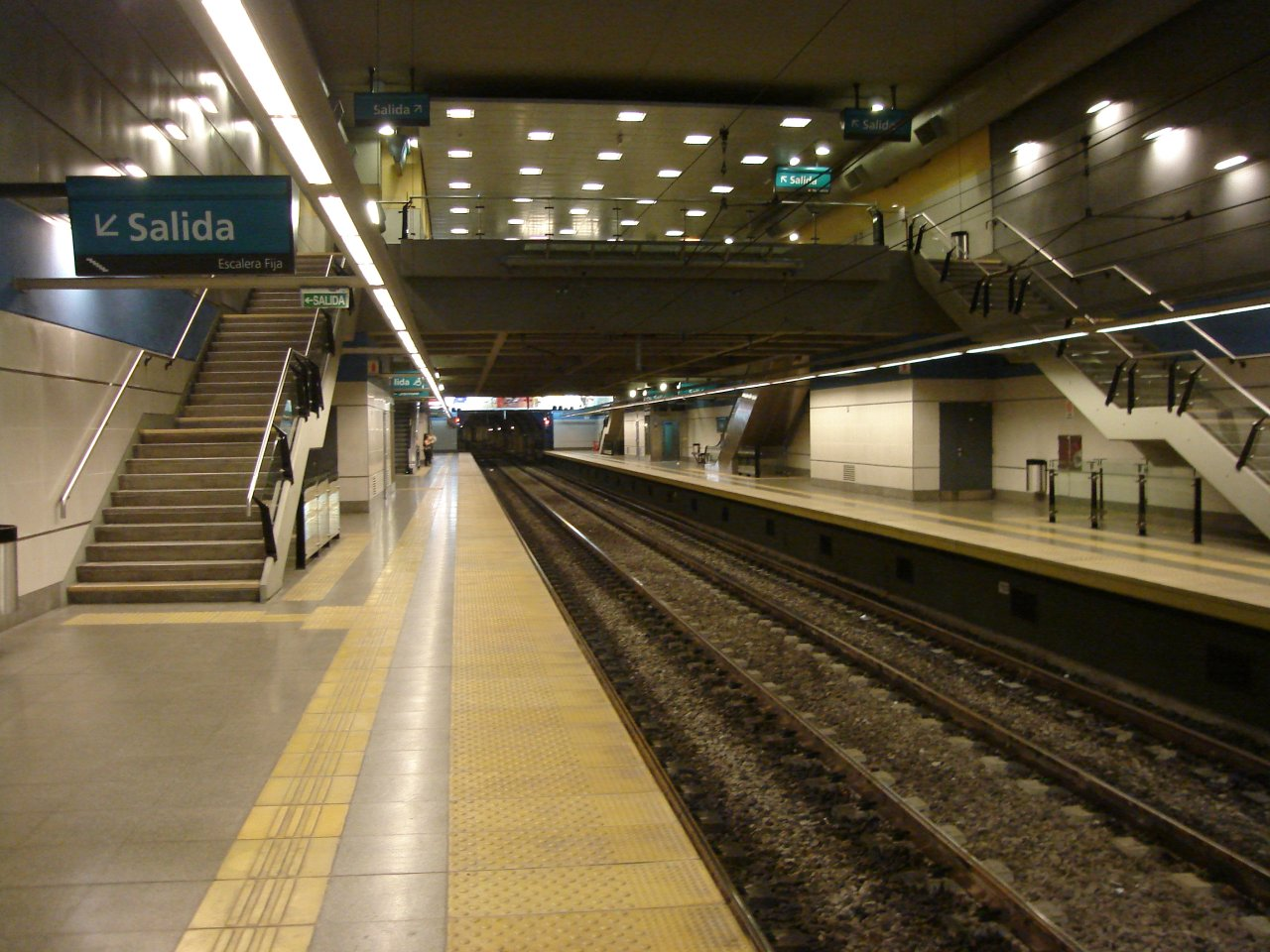
Станция Пуан

Первые три линии метрополитена Буэнос-Айреса A, B и C не пересекались между собой. После постройки Линии D стали возможными пересадки за дополнительную плату. С 1 июня 1956 все пересадки бесплатные.
В сети возможны такие пересадки:
- Линия A:
  - На станции Перу: на линии D и E.
  - На станции Лима: на линию С.
  - На станции пл. Мисерере: на линию H.
- Линия B:
  - На станции Карлос Пельегрини: на линии D и C.
  - На станции Пуэйрредон: на линию H.
- Линия C:
  - На станции Северная диагональ: на линии D и B.
  - На станции Майская улица: на линию A.
  - На станции Индепенденсиа: на линию E.
- Линия D:
  - На станции Кафедральный собор: на линии A и E.
  - На станции 9 июля: на линии B и C.
- Линия E:
  - На станции Боливар: на линии A и D.
  - На станции Индепенденсиа: на линию C.
  - На станции Хухуй: на линию H.
- Линия H:
  - На станции Корриэнтес: на линию B.
  - На станции Онсе: на линию A.
  - На станции Умберто I: на линию E.

## Оплата

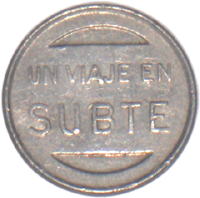
Жетон

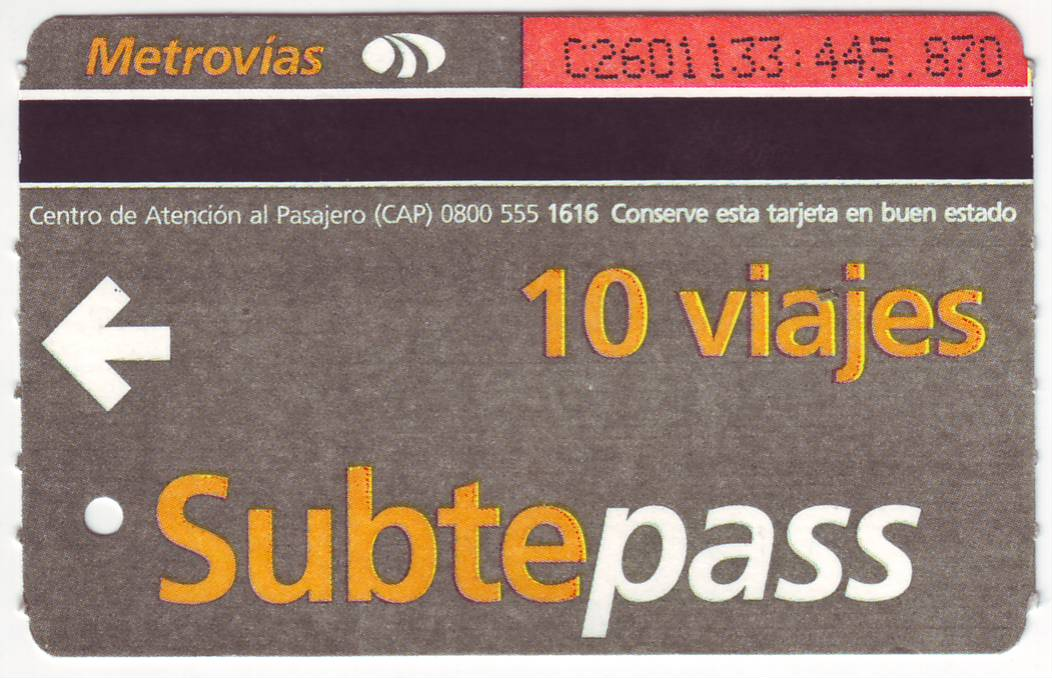
Магнитная карточка на 10 поездок

Первые билеты на метро были аналогичны тем, которые использовались в трамваях того времени. Их проверяли на входе на станцию и забирали на выходе. С открытием второй линии метро (В) в 1930-х годах на входе поставили турникеты, принимавшие обычные монеты, которые были в обращении. Впоследствии эта система оплаты была заменена жетонами (исп. cospel), которые ввели 4 января 1962 года. 16 сентября 2000 года были введены магнитные карты Subtepass и бесконтактные карты Subtecard. Некоторое время жетоны и карточки сосуществовали.
До 2012 года проезд в метро Буэнос-Айреса стоил 1 песо 10 сентаво. Существовали специальные тарифы для учащихся средних школ, колледжей и студентов, бесплатный проезд для пенсионеров в определённые часы. Школьники имеют право на бесплатный проезд в будни, если они получили специальный проездной и одеты в школьную форму. Бесплатно передвигаться в метро могут инвалиды.
С января 2012 года стоимость проезда была увеличена с 1,10 до 2,50 песо; анонсировано последующее увеличение стоимости проезда до 3,50 песо с марта 2013 года.
По состоянию на 1 марта 2018 года стоимость проезда составляет 7,5 песо на первые 20 поездок с постепенным снижением стоимости до 4 песо с 50-й поездки.
В 2023 году стоимость проезда выросла до 80.00 песо на первые 20 поездок, от 21 до 30 поездкок – 64.00 песо, от 31 до 40 – 56.00 песо, после 41 поездки – 48.00 песо. Поездка внутри линии Premetro стоит 28.00 песо. 

## Подвижной состав
В целом на сентябрь 2019 года подвижной состав метро Буэнос-Айреса насчитывает 738 единиц, в частности:
- С 1980-х годов в метрополитене Буэнос-Айреса начали использовать вагоны Fiat Materfer аргентинского производства. Сначала они эксплуатировались на линии D, потом на линии Е, а в начале 1990-х их снова вернули на линию D. Сейчас эти вагоны снова используются на линии Е.
- В 1996 году было закуплено 128 вагонов Mitsubishi, эксплуатировавшихся с 1957 года в Токийском метрополитене (Eidan 500)[9]. Они используются на линии В, и на 2020 год являются старейшими в мире вагонами метро в пассажирской эксплуатации.
- На линии A эксплуатируются вагоны китайского производства (серия 200), выпущенные в 2012-2015 годах.
- На линии В вместе с японскими вагонами 1950-х годов, с 2015 года также используют вагоны CAF серии 6000 (производства 1990-х годов), приобретённые у Мадридского метрополитена
- На линиях С и Е эксплуатируются вагоны Alstom (серия 100), которые в 2001-2009 годах изготавливались в городе Ла-Плата.
- На линии С наряду с современными, также ездят вагоны, эксплуатировавшихся в 1965-1999 годах в японском городе Нагое. До этого с 1930-х годов использовались немецкие вагоны Siemens / Orenstein & Koppel[англ.].
- На линии Н с 2016 года используются вагоны Alstom (серия 300), которые с 2014 года изготавливают в Бразилии.
- На линии D вагоны Alstom-300 начали эксплуатироваться с июня 2017 года

|  |  |  |  |

На линии А до 2013 года также использовались 95 старейших в мире вагонов La Brugeoise, произведённых в 1913 году в Бельгии. 12 января 2013 года линия А закрылась на реконструкцию, вместо них закуплены новые вагоны китайского производства. Старые вагоны La Brugeoise частично переделаны в читальные залы и библиотеки на улицах города, частично сохранены как музейные экспонаты.
На линии Н до 2017 года использовались вагоны Siemens / Orenstein & Koppel, переданные с линии С. После списания вагонов La Brugeoise старейшими в мире вагонами метро в пассажирской эксплуатации были именно они.

## Метрополитен Буэнос-Айреса в культуре

### Фильмы
«Мёбиус» — фантастический фильм режиссёра Густаво Москера.